# Clelandella artilesi
Clelandella artilesi is een slakkensoort uit de familie van de Trochidae. De wetenschappelijke naam van de soort is voor het eerst geldig gepubliceerd in 2011 door Vilvens, Swinnen & Deniz.